# Tetraphis geniculata
Tetraphis geniculata là một loài rêu trong họ Tetraphidaceae. Loài này được Girg. ex Milde mô tả khoa học đầu tiên năm 1865.